# لونغ ليك (نيويورك)
لونغ ليك (بالإنجليزية: Long Lake, New York)‏ هي بلدة أمريكية تقع في الولايات المتحدة في مقاطعة هاميلتون، نيويورك. يقدر عدد سكانها بـ 711 نسمة وترتفع عن سطح البحر 581 متر.